# Pallavolo Piacenza
La Pallavolo Piacenza è stata una società pallavolistica maschile italiana con sede a Piacenza.

## Storia
La Pallavolo Piacenza viene fondata nel 1982: nei primi anni della sua storia partecipa al campionato di Prima Divisione, per poi passare a disputare nel 1983 quello di Serie D, categoria nella quale militerà per sette stagioni; al termine dell'annata 1989-90 ottiene la promozione in Serie C2, mentre in quella successiva la promozione in Serie C1, dove resta per altre cinque stagioni.
Nella stagione 1996-97 esordisce in Serie B2, mentre in quella 1998-99 passa in Serie B1: dopo aver sfiorato la promozione al termine della stagione 1999-00, con la partecipazione ai play-off, viene ammessa in Serie A2 grazie all'acquisto del titolo sportivo dal Mezzolombardo Volley. Nell'annata 2000-01 fa il suo esordio nella pallavolo professionistica nel campionato cadetto: tuttavia il quattordicesimo posto in classifica al termine della regular season condanna la squadra ad una pronta retrocessione in Serie B1. Grazie ad un nuovo acquisto di titolo, questa volta dalla Pallavolo Torino, la Pallavolo Piacenza viene ripescata in Serie A2: il campionato 2001-02, vede, oltre alla vittoria della Coppa Italia di categoria, dominare la regular season, con la promozione in Serie A1. 

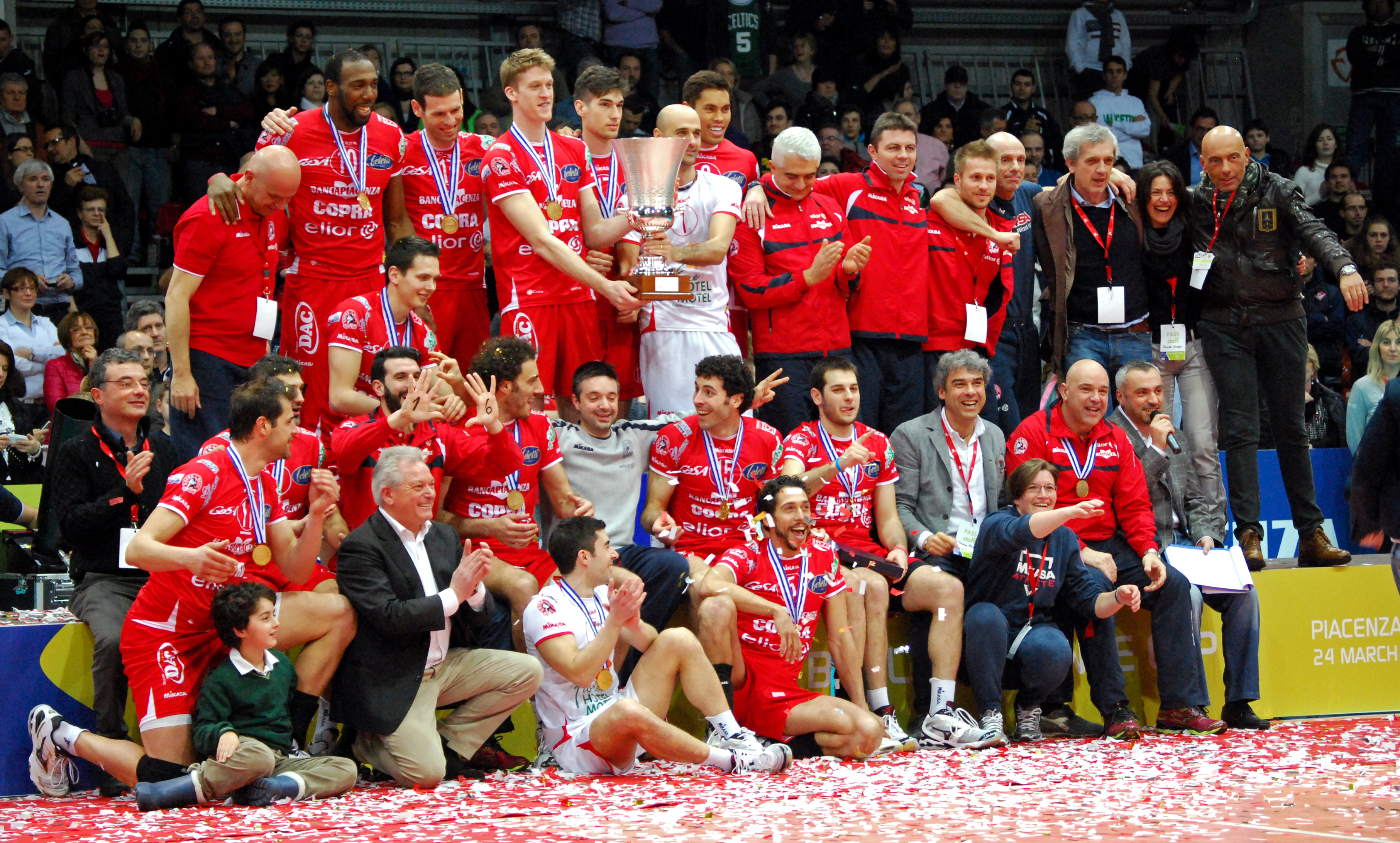
La vittoria della Challenge Cup 2012-13

Il primo campionato nella massima serie nazionale si chiude con un modesto dodicesimo posto: all'inizio della stagione 2003-04 la società cede il suo titolo sportivo al Ducato Volley ma acquista quello del Volley Milano, grazie al quale resta in Serie A1 ed ottiene anche il diritto di partecipazione alla Coppa CEV, competizione nella quale raggiungerà la finale; lo stesso risultato sarà raggiunto anche in campionato, sconfitta nella serie finale dalla Volley Treviso. I buoni risultati consentono alla Pallavolo Piacenza di disputare per la prima volta la Champions League, massimo torneo per club a livello europeo, uscendo agli ottavi. La vittoria del primo trofeo internazionale arriva nella stagione 2005-06 con il successo nella Top Teams Cup: nella stessa annata raggiunge anche la finale in Coppa Italia.
Nelle stagioni 2006-07 e in quella 2007-08 raggiunge in entrambi in casi la finale scudetto, venendo sconfitta nuovamente dalla Sisley Volley e dalla Trentino Volley; arriva inoltre a disputare sia la finale di Coppa CEV 2006-07 che di Champions League 2007-08, anch'esse terminate con insuccessi. La vittoria del primo scudetto arriva nella stagione 2008-09 ai danni della Trentino Volley: a questo successo segue la vittoria della Supercoppa italiana all'inizio dell'annata 2009-10, per poi cominciare un periodo di lento declino che porta la squadra fuori dalle principali competizioni.
La Pallavolo Piacenza torna nuovamente alla ribalta nella stagione 2012-13 con la vittoria in campo europeo della Challenge Cup e il raggiungimento della finale scudetto, persa nuovamente contro la Trentino Volley; nella stagione successiva si aggiudica per la prima volta la Coppa Italia. Al termine della stagione 2017-18, per problemi finanziari, la società termina ogni tipo di attività agonistica.

## Palmarès
- Campionato italiano: 1

2008-09
- Coppa Italia: 1

2013-14
- Supercoppa italiana: 1

2009
- Coppa Italia di Serie A2: 1

2001-02
- Top Teams Cup: 1

2005-06
- Challenge Cup: 1

2012-13